# Poliudie

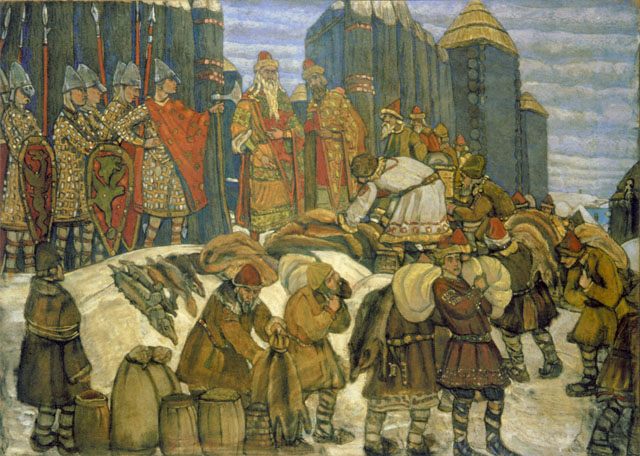
Raccolta di tributi. N. Roerich 1908

Il poliudie (in russo полюдье?, poljud'e) era un metodo di riscossione dei tributi praticato dal IX al XII secolo in Rus' di Kiev. La caratteristica principale del poliudie era l'assenza di un limite.

## Storia
Ogni anno gli knjaz con la loro družina (guardia del corpo) giravano nei territori sottomessi raccogliendo tributi e cibo. La raccolta durava da novembre ad aprile. 
Per la prima volta il poliudie viene citato nella Cronaca degli anni passati, mentre la descrizione dettagliata avviene nell'opera De administrando imperio dell'imperatore bizantino Costantino VII.

I ruteni passavano l'inverno nel modo seguente. Quando arriva il mese di novembre, i loro principi con tutti i ruteni escono da Kiev e vanno alla riscossione del poliudie, girando tutti i loro territori, cioè tutti i territori dei ruteni, derevljani, dregovici, kriviči, severiani e tutti gli altri slavi che pagano tributi ai ruteni. Mangiano e vivono lì, e ad aprile, quando si scioglie la neve sul Dnipro, tornano a Kiev, attrezzano le loro navi e partono verso l'impero bizantino.

Descrizione dei partecipanti al poliudie:

100—200 di loro (ruteni) arrivavano dai popoli slavi e con forza prendevano quello che serviva loro.

Tra l'altro, veniva osservato il rito dell'ospitalità, il padrone di casa era tenuto a mantenere l'ospite. 

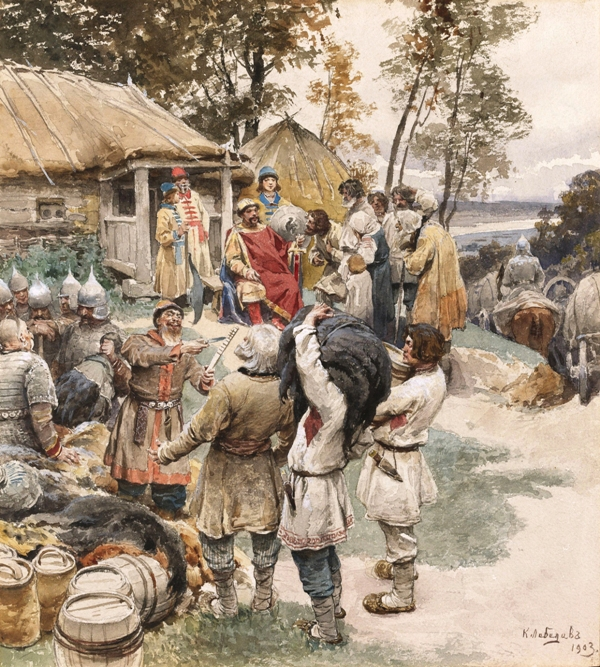
Klavdia Vasil'evič Lebedev. Knjaz Igor' raccoglie tributo dai derevljani nel 945

Nel 945, quando il poliudie era coordinato dal gran principe di Kiev Igor', l'innesco della ribellione dei derevljani fu determinato, non dalla mancata raccolta stessa dei tributi, ma da una raccolta supplementare. 
Dopo la ribellione dei derevljani, Ol'ga riformò la raccolta dei tributi. Vennero creati i centri di raccolta (pogost). In seguito il tributo veniva raccolto dai namestniki che lo spedivano a Kiev.
Nelle periferie della Russia il poliudie veniva raccolto ancora nel XIX secolo, ad esempio in Alaska e nella Penisola dei Ciukci.
Il poliudie fu usato in Eurasia ed Africa.